# Mátthêu Hồ Hiền Đức
Mátthêu Hồ Hiền Đức (1934 – 2017; tiếng Trung: 胡賢德, Matthew Hu Xian-de) là một giám mục người Trung Quốc của Giáo hội Công giáo Rôma. Ông từng đảm nhận cương vị giám mục chính tòa Giáo phận Ninh Ba từ năm 2004 đến khi qua đời vào cuối tháng 9 năm 2017.

## Tiểu sử
Giám mục Hồ Hiền Đức sinh ngày 27 tháng 8 năm 1934 tại Trung Quốc. Tuy vậy, mãi đến năm 1949, ông mới chịu phép Rửa tội. Từ năm 1950 đến 1958, ông tu tập tại các tu viện ở Ninh Ba và Thượng Hải. Ông bị chính quyền Trung Quốc bắt buộc tham gia các trại lao động từ năm 1958 đến năm 1965 và nhiều năm sau đó bị những tác động tiêu cực do ảnh hưởng của Cách mạng Văn hóa đối với tôn giáo. Mãi đến năm 1978, ông mới được phục hồi tư cách công dân và trở thành một nông dân.
Đến năm 1984, ông trở về Thượng Hải để tiếp tục hoàn thành con đường tu tập của mình. Ông được thụ phong chức vụ linh mục vào ngày 21 tháng 11 năm 1985, khi ông đã 58 tuổi, bởi Giám mục Aloisiô Kim Lỗ Hiền. Vào tháng 12 năm 1987, ông bắt đầu công việc mục vụ ở Từ Khê, cách thành phố Ninh Ba khoảng 60 km về phía tây bắc, nơi có một cộng đồng Công giáo đông đảo.
Tháng 12 năm 1999, linh mục Micae Hạ Cận Dân được Hội Công giáo Yêu nước Trung Quốc đề cử làm Giám mục Ninh Ba. Ông cũng được Hội Công giáo Yêu nước đề cử cho cương vị Giám mục phó. Tòa Thánh Vatican không thừa nhận chức Giám mục chính tòa của Giám mục Micae Hà Cận Dân, nhưng chấp thuận bổ nhiệm chức Giám mục phó cho linh mục Mátthêu Hồ Hiền Đức, khi đó đã 66 tuổi. Lễ tấn phong của cả hai vị giám mục được tổ chức cùng ngày 14 tháng 5 năm 2000, do Giám mục Giuse Mã Học Thánh làm chủ lễ. Khẩu hiệu của Giám mục Mátthêu Hồ Hiền Đức là "Dominus est via, Veritas et vita mea".
Ngày 4 tháng 5 năm 2004, Giám mục Micae Hạ Cận Dân qua đời, ông được Tòa Thánh đồng ý chính chức tiếp nhận chức Giám mục chính tòa từ đây. Ngày 22 tháng 9 năm 2017, giám mục Đức nhập viện vì bị ung thu bàng quang, tuyến tụy và phổi. Ông qua đời ngày 25 tháng 9 năm 2017. Thi hài ông được quàn tại Nhà thờ Giang Bắc từ ngày 25 đến ngày 28 tháng 9 năm 2017.
Được biết, Giám mục Hồ Hiền Đức được giáo dân tôn trọng và yêu mến vì ông đã góp phần "tái sinh" giáo phận Ninh Ba, vốn gần như bị hủy diệt trong Cách mạng Văn hoá tại Trung Quốc. Ông là một giám mục cải cách trong phục vụ bằng các hành động cụ thể hóa mà Công đồng Vaticanô II đặt ra. Ngoài ra, ông cũng biên dịch bản văn phụng vụ sang tiếng Trung Quốc.